# Finlande aux Jeux olympiques d'hiver de 1932
La Finlande participe aux Jeux olympiques d'hiver de 1932 organisés à Lake Placid, aux États-Unis. La délégation finlandaise remporte trois médailles, une de chaque métal, et se classe au cinquième rang du tableau des médailles. Elle compte 7 athlètes tous masculins.

## Médaillés
| Médaille                            | Nom             | Sport       | Compétition          |
| ----------------------------------- | --------------- | ----------- | -------------------- |
| Médaille d'or, Jeux olympiques      | Veli Saarinen   | Ski de fond | 50 kilomètres hommes |
| Médaille d'argent, Jeux olympiques  | Väinö Liikkanen | Ski de fond | 50 kilomètres hommes |
| Médaille de bronze, Jeux olympiques | Veli Saarinen   | Ski de fond | 18 kilomètres hommes |